# Bara turgida
Bara turgida är en insektsart som beskrevs av Rehn, J.A.G. 1929. Bara turgida ingår i släktet Bara och familjen torngräshoppor. Inga underarter finns listade i Catalogue of Life.